# 梅雷 (约讷省)
梅雷（法語：Méré，法語發音：[meʁe]）是法国勃艮第-弗朗什-孔泰大区约讷省的一个市镇，属于欧塞尔区。

## 地理
梅雷（47°53'56"N, 3°49'22"E）面积11.86 平方千米，位于法国勃艮第-弗朗什-孔泰大區约讷省，该省份为法国中北部内陆省份，西接卢瓦雷省，西北接塞纳-马恩省，南至涅夫勒省，东临科多尔省，东北与奥布省接壤。
与梅雷接壤的市镇（或旧市镇、城区）包括：维利耶维讷、卡里塞、迪耶、利尼勒沙泰勒、马利尼、瓦雷讷。

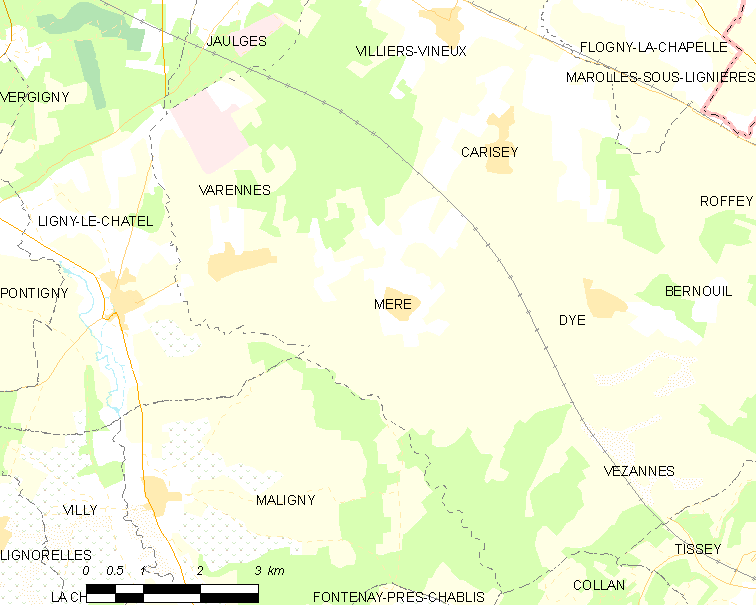
的OSM定位图

梅雷的时区为UTC+01:00、UTC+02:00（夏令时）。

## 行政
梅雷的邮政编码为89144，INSEE市镇编码为89250。

## 政治
梅雷所属的省级选区为沙布利县。

## 人口

1962-2008年间人口变化图示

梅雷于2022年1月1日时的人口数量为168人。